# 토머스 찰머스

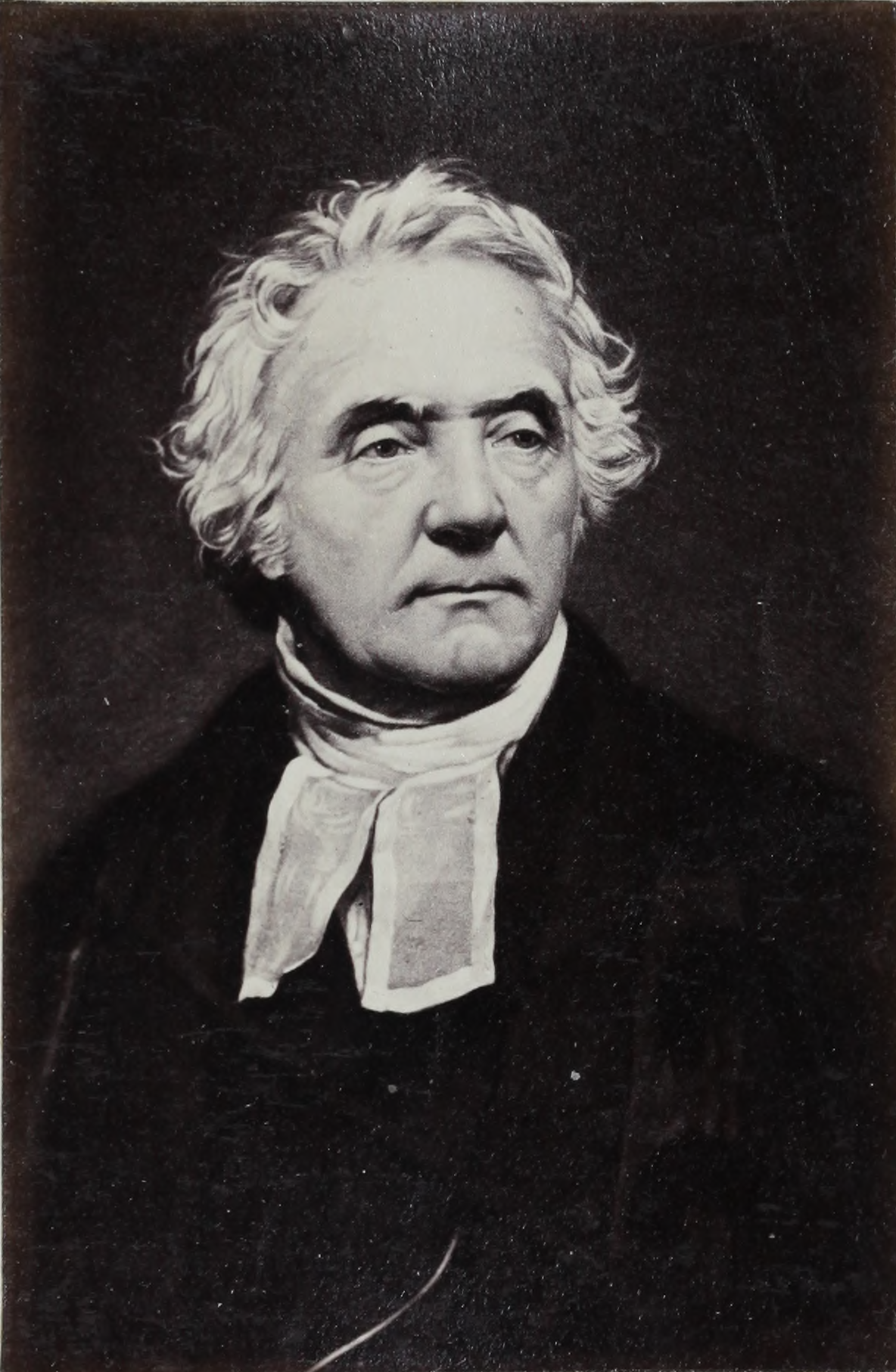
토마스 찰머스

토마스 찰머스(Thomas Chalmers, 1780년 3월 17일 ~ 1847년 5월 31일) 스코틀랜드 교회의 목사이며 신학 교수이자, 정치 경제학자이다. 그는 19세기에 가장 위대한 성도로 불렸다.
그는 교회 확장운동을 펼쳤으며, 스코틀랜드 장로교회의 총회장(1832)도 역임하였다.
그는 평신도목사 임명제도를 거부하였고, 목사 추천도 거부하였다.
그는 중도주의자들이 겉으로는 화려하나 내적으로 죽은 자들이라고 비판하며 장로주의를 확립했다. 그는 교회의 대형화(한 교회의 적당한 교인수를 2,000명으로 보았다)를 막기 위해 적당한 규모의 교회를 여럿 세우도록 권유하며 교회분립개척을 주도했다. 그리고 정부의 교회간섭과 주권침해에 대해 강력히 대항했다. 그는 기존 교회 내에서는 개혁을 할 수 없다고 판단하고 1843년 스코틀랜드 자유교회를 따로 조직했다. 그러나 대학을 소유하지 못하여 주도권을 행사하지 못했다.

## 온건파에 대한 그의 평가[2]
그는 그 당시, 온건파와 복음파로 나뉜 교회에서 온건파에 대하여, '그들의 설교는 짧고, 명확하고, 차가운 겨울날과 같다'고 묘사하였다.